# Sunt o babă comunistă
Sunt o babă comunistă este un film românesc din 2013 regizat de Stere Gulea. Rolurile principale au fost interpretate de actorii Luminița Gheorghiu, Marian Râlea și Ana Ularu.
Filmul are la bază romanul scris de către Dan Lungu în anul 2007.

## Prezentare
Viața liniștită de provincie a soților Emilia și Țucu este dată peste cap atunci când fiica lor se întoarce din Canada, împreună cu logodnicul ei american. Ce ar fi trebuit să fie o întâlnire fericită se transformă repede într-o situație complicată și în același timp amuzantă. Părinții fetei află că tânărul cuplu trece prin probleme financiare grave, așa că sunt dispuși la orice sacrificiu pentru ca viitoarea familie a fiicei lor să nu ducă lipsă de nimic.

Bazat pe romanul omonim al lui Dan Lungu, filmul spune povestea unei generații care nu se poate adapta realităților de după ’89. Eroina este Emilia (Luminița Gheorghiu), care, în mijlocul democrației noastre problematice, încearcă să mențină vie epoca de aur. Când fiica ei Alice (Ana Ularu) se întoarce acasă după câțiva ani petrecuți în Canada, Emilia încearcă să aducă argumente în favoarea vechiului regim, aruncându-l în conflict și pe Țuțu (Marian Râlea), soțul ei și tatăl lui Alice.

## Distribuție
Distribuția filmului este alcătuită din:
- Marian Râlea — Ţucu
- Șerban Pavlu — Șoferul de autobuz
- Ana Ularu — Alice
- Gabriel Spahiu — Culidiuc
- Luminița Gheorghiu — Emilia
- Alexandru Potocean — Regizorul
- Constantin Florescu — Sorin
- Mihai Dinvale — Șeful de secție
- Andreea Vasile — Asistenta de costume
- Coca Bloos — Maricica
- Constantin Drăgănescu — Nea Pancu
- Anca Sigartău — Sanda
- Paul Chiribuță — Nea Mitu
- Sandu Mihai Gruia — Un vânzător în piață
- Valeria Seciu — Dna. Stroescu
- Andrei Huțuleac — Cătălin
- Mircea Andreescu — Vecinul de bloc
- Costel Constantin — Directorul de fabrică

## Primire
Filmul a fost vizionat de 14.703 spectatori în cinematografele din România, după cum atestă o situație a numărului de spectatori înregistrat de filmele românești de la data premierei și până la data de 31 decembrie 2014 alcătuită de Centrul Național al Cinematografiei. Această producție a fost difuzată în trecut și la postul de televiziune Antena 1 și recent la Antena Stars. 